# Japanse steenhouwer
De Japanse steenhouwer is een Aziatisch volksverhaal dat gaat over gelukkig zijn, ook als je weinig macht of bezittingen hebt. In het verhaal wordt een ontevreden steenhouwer door een geest veranderd in een keizer. Als de zon nog machtiger blijkt, wenst hij de zon te zijn. Maar die verliest het van de storm. Alleen de rots kan het water en de zon tegenhouden en dus wenst hij de rots te zijn. Als een man met een pikhouweel de rots de baas is wenst hij weer een steenhouwer te zijn en hij is tevreden.
Wolter Robert baron van Hoëvell publiceerde in 1842 een Nederlandse versie in het Tijdschrift van Neêrlands Indie onder het pseudoniem Jeronimus. Het inspireerde Multatuli voor de bekendere versie die hij opnam op het einde van hoofdstuk 11 van Max Havelaar. Onafhankelijk publiceerde David Brauns een Duitse versie in Japanische Märchen und Sagen (1885). Dat inspireerde Andrew Lang vervolgens tot zijn vertaling in The Crimson Fairy Book (1903). In 2004 verscheen de vertelling als EPUB onder de titel En toen kwam ook die wens uit, in een bewerking van Roby Bellemans met illustraties van Joke van der Weijst. De Engelse vertaling And then also that wish came true is van Jos van Renswoude. Een Vietnamese vertaling van Thuy Tien Le verscheen onder de titel Và sau đa mà ao ước đó cũng thành hiện thực.

## Verhaal
Er was eens een steenhouwer in Japan, hij was ontevreden met zijn werk omdat hij weinig verdiende en omdat hij niets te vertellen had. Op een dag, als de Japanse steenhouwer aan het werk is, komt de keizer voorbijgereden. Jaloers kijkt de steenhouwer naar de keizer en zegt: "Ik wou dat ik de keizer was, dan was ik de machtigste." Dan verschijnt een geest en die zegt: "Zoals u wenst, zal het gebeuren."
De volgende ochtend wordt de steenhouwer wakker in het paleis en beseft dat zijn wens is uitgekomen. Het eerste dat hij doet is op een ritje gaan. Als door de brandende zon zijn dragers het niet meer kunnen volhouden, kijkt hij op naar de zon en zegt: "De zon, die spot met mij, zij is nog machtiger dan ik. Ik wou dat ik de zon was." Dan verschijnt de geest weer en zegt: "Zoals u wenst, zal het gebeuren."
Dan verandert hij in de zon. Hij laat het land onder hem verschroeien en voelt zich het machtigste van alles. Maar dan schuiven er stormwolken onder hem door. Het land onder de wolken is nu beschermd tegen zijn brandende zonnestralen. Kwaad zegt hij: "Die stormwolken spotten met mij, zij zijn machtiger dan ik! Ik wou dat ik die stormwolk was." Dan verschijnt de geest weer en zegt: "Zoals u wenst, zal het gebeuren."
Hij veranderde van de zon tot een stormwolk. Nog machtiger dan de zon verwoest hij het land met windvlagen en de gewassen en de grond spoelen weg door zijn overvloedige regen. Alles breekt en spoelt weg door hem, behalve de rotsen, die blijven gewoon staan. Kwaad kijkt hij op de rotsen neer en zegt: "Die rotsen spotten met mij, zij zijn machtiger dan ik. Ik wou dat ik een rots was." Dan verschijnt de geest weer en zegt: "Zoals u wenst, zal het gebeuren."
Zo veranderde hij van een stormwolk tot een rots en weerstaat hij alle stormen en rivieren. Maar op een ochtend komt er een steenhouwer langs. Hij hakt grote stukken uit hem (de rots) en loopt weer weg. "Die steenhouwer spot met mij," zegt hij kwaad, "hij hakt mij aan stukken. Hij is machtiger dan ik. Ik wou dat ik een steenhouwer was." Dan verschijnt de geest weer en zegt: "Zoals u wenst, zal het gebeuren."
Dan verandert hij in een steenhouwer, net zoals hij oorspronkelijk was. Hij verdient weinig maar hij voelt zich wel gelukkig, ook zonder veel rijkdom en macht.